# Serafina Corrêa
Serafina Corrêa, offiziell portugiesisch Município de Serafina Corrêa, ist eine Stadt im brasilianischen Bundesstaat Rio Grande do Sul. Die Bevölkerung wurde zum 1. Juli 2019 auf 17.502 Einwohner geschätzt, die auf einer Gemeindefläche von rund 163,3 km² leben und  Serafinenser (serafinenses) genannt werden. Sie liegt nördlich 215 km von der Hauptstadt Porto Alegre entfernt und steht an 126. Stelle der 497 Munizips des Bundesstaates. In der Gemeinde wird der venezianische Talian-Dialekt gesprochen, was ihr den Städtespitznamen Capital Nacional do Talian (Nationale Hauptstadt des Talian) einbrachte.

## Geographie
Sie liegt in der Region Serra Gaúcha. Umliegende Gemeinden sind Guaporé, União da Serra, Montauri, Casca, Nova Araçá und Nova Bassano.
Das Klima in der Gemeinde ist tropisch gemäßigt, Cfa nach der Klimaklassifikation nach Köppen und Geiger. Die Durchschnittstemperatur ist 18,0 °C. Die durchschnittliche Niederschlagsmenge liegt bei 1677 mm im Jahr.

## Persönlichkeiten
- Neudy Primo Massolini (1929–1992), Politiker (Bürgermeister von Concórdia, Landesabgeordneter in Santa Catarina)
- Ettore Beggiato (* 1954), italienischer Politiker und Historiker – Ehrenbürger der Stadt[5]
- Casemiro Mior (* 1958), Fußballspieler
- João Paulo Mior (* 1991), Fußballspieler